# Jaap Eden Trofee 1988
18e Jaap Eden Trofee 1988 was een schaatsmarathon. Het is de achttiende editie van de Jaap Eden Trofee die werd gehouden op zaterdag 29 oktober 1988 en plaatsvond op de Jaap Edenbaan in Amsterdam. De winnaar van de achttiende editie was bij de mannen Richard van Kempen, het zilver was voor Yep Kramer en het brons voor Bart Veldkamp. De winnaar van de vijfde editie bij de vrouwen Lilian van Tol, het zilver was voor Goska Tomporowska uit Polen en het brons voor Tineke Hoogendijk-Vossebelt. Naast de wedstrijden voor mannen en vrouwen waren er ook een Eerste divisie en een Master wedstrijden.

## Podia
| Klasse              | Eerste             | Tweede            | Derde                       |
| ------------------- | ------------------ | ----------------- | --------------------------- |
| Top-divisie mannen  | Richard van Kempen | Yep Kramer        | Bart Veldkamp               |
| Top-divisie vrouwen | Lilian van Tol     | Goska Tomporowska | Tineke Hoogendijk-Vossebelt |
| Eerste divisie      | Fausto Marreiros   |                   |                             |
| Masters             | Marten Hoekstra    | Henk Portengen    | Piet Griffioen              |

## Uitslag Top-divisie mannen[1]
| #      | Rijder             | Nationaliteit | Ploeg | Ronde |
| ------ | ------------------ | ------------- | ----- | ----- |
| Goud   | Richard van Kempen | Nederland     |       |       |
| Zilver | Yep Kramer         | Nederland     |       |       |
| Brons  | Bart Veldkamp      | Nederland     |       |       |
| 4      | Andries Kasper     | Nederland     |       |       |
| 5      | Yoeri Takken       | Nederland     |       |       |
| 6      | Edward Hagen       | Nederland     |       |       |
| 7      | Piet de Boer       | Nederland     |       |       |
| 8      | Andy van der Pauw  | Nederland     |       |       |
| 9      | Jan Wedman         | Nederland     |       |       |
| 10     | Lammert Huitema    | Nederland     |       |       |

## Uitslag Top-divisie vrouwen[2]
| #      | Rijder                      | Nationaliteit | Ploeg | Ronde |
| ------ | --------------------------- | ------------- | ----- | ----- |
| Goud   | Lilian van Tol              | Nederland     |       |       |
| Zilver | Goska Tomporowska           | Polen         |       |       |
| Brons  | Tineke Hoogendijk-Vossebelt | Nederland     |       |       |

## Uitslag Eerste divisie[3]
| #    | Rijder           | Nationaliteit | Ploeg | Ronde |
| ---- | ---------------- | ------------- | ----- | ----- |
| Goud | Fausto Marreiros | Portugal      |       |       |

## Uitslag Masters[4]
| #      | Rijder          | Nationaliteit | Ploeg | Ronde |
| ------ | --------------- | ------------- | ----- | ----- |
| Goud   | Marten Hoekstra | Nederland     |       |       |
| Zilver | Henk Portengen  | Nederland     |       |       |
| Brons  | Piet Griffioen  | Nederland     |       |       |

1971 · 
1972 · 
1973 ·
1974 · 
1975 · 
1976 · 
1977 · 
1978 · 
1979 · 
1980 · 
1981 · 
1982 · 
1983 · 
1984 · 
1985 · 
1986 · 
1987 · 
1988 · 
1989 · 
1990 · 
1991 · 
1992 · 
1993 · 
1994 · 
1995 · 
1996 · 
1997 · 
1998 · 
1999 · 
2000 · 
2001 · 
2002 · 
2003 · 
2004 · 
2005 · 
2006 · 
2007 · 
2008 · 
2009 · 
2010 · 
2011 · 
2012 · 
2013 · 
2014 · 
2015 · 
2016 · 
2017 · 
2018 · 
2019 · 
2020 ·  
2021 · 
2022 · 
2023 · 
2024